# 松本ハウス
松本ハウス（まつもとハウス）は、サンミュージックに所属する日本のお笑いコンビ。1991年結成。1999年に活動を休止するも2009年から10年振りに活動を再開。それから2年ほど、JINRUI（じんるい）というコンビ名で活動していた。

## 概要
『タモリのボキャブラ天国』『電波少年』などのテレビ番組で活躍していたが、加賀谷の病気療養を理由に1999年（平成11年）に活動を休止した。
10年後の2009年（平成21年）、加賀谷の病状が寛解したことにより「JINRUI」と名前を改め活動を再開した。その際に2人の芸名もそれぞれ改めている。2010年（平成22年）5月から、サンミュージックプロダクションと業務提携。
その後、2011年（平成23年）7月から元々のコンビ名である「松本ハウス」に戻した。同年12月2日に松本ハウスとして『バリバラスペシャル・笑っていいかも!?』に出演した。
近年(2016年時点)は、お笑い活動と共に統合失調症に対する理解を呼び掛ける講演活動を精力的に行っている。2016年（平成28年）10月「みえ発！こころのバリアフリー大使」就任。
2025年3月、芸人としてモラルに欠けたSNS運用によりハウス加賀谷がサンミュージックを契約解除により退所。ただしコンビおよび松本キックは所属のままとなる。

## メンバー
ハウス加賀谷（元：加賀谷くん、本名：加賀谷 潤、1974年2月26日 - ）
ボケ担当。
ハウス加賀谷という芸名の由来は、障害者施設によくある「〜ハウス」というネーミングから。
東京都中野区出身、血液型O型。
体を張ったギャグと、時おり見せる冷静な発言のギャップが売り。持ちネタは独特のポーズを決めながら「か・が・や・でーっす!!」と言う自己紹介（発案者は相方・松本キック）。坊主頭に白いシャツとピンクのスパッツ（活動休止前は紫のスパッツ）が基本的な服装。
中学時代に受験勉強のストレスから幻聴や自己臭恐怖症が併発し、高校生になると幻覚に悩まされるようになる。病状の悪化にともない、16歳でグループホームに入所し、2年間をそこで過ごす。
大川興業入社当初は病気のことを伏せていたが、大川豊総裁と一緒に電車で移動中、どうしても耐えられなくなり途中で駅のプラットホームに倒れ込んだ際、加賀谷のセカンドバッグから大量の向精神薬が散乱したことで事実が発覚。その後、自己判断で薬の量を調整し病状が悪化。
1999年、統合失調症との診断を受け芸能活動を休止した。一時期芸能界からは完全に身を引き、公の場から姿を消す。
7ヶ月の入院と10年の自宅療養の後に芸能活動を再開する。「キックさんはどう考えているか分かりませんが、僕の中で松本ハウスは解散していません!」と宣言してコンビを復活させ、松本ハウス活動期にやっていた「密売KGYダビッドソン」（殺害塩化ビニールレーベル）というハードコア・パンクバンドでのライブ活動も再開した。
2013年8月、「統合失調症がやってきた」をイースト・プレスより出版。自身の話が相方によって文章化された。
松本キック（元：シンカ、本名：松本 真一、1969年3月8日 - ）

ツッコミ・ネタ作り担当。
三重県上野市（現：伊賀市）出身。三重県立上野高等学校卒業、神奈川大学経済学部中退。血液型O型。
松本ハウスとしての活動休止後も大川興業の構成員として、またピン芸人としても活動した。
相当の格闘技好きで、空手はかなりの腕前。修斗のジムにも通っていたこともある。
2007年3月をもって役者業に専念するため、大川興業を退社。
2009年より加賀谷とのコンビ活動を再開。

## 出演番組
- 爆笑！コント大集合（NHK総合テレビ、1991年12月29日）- 大川興業の一員としてテレビ初出演
- 爆笑BOOING（関西テレビ）- 勝ち抜けず
- ボキャブラ天国（フジテレビ） - キャッチコピーは「爆発2秒前」→「汚れなき壊れ屋」
- Mars TV（フジテレビ）
- 電波少年（日本テレビ）
- GAHAHA王国（テレビ朝日）
- 大笑福亭鶴びん（TBS）
- 今夜もハレホレ（TBS）
- リングの魂（テレビ朝日）
- いろもん（日本テレビ）
- めちゃ×2イケてるッ!（フジテレビ） - 「笑わず嫌い王決定戦」のコーナー
- 金曜ロードショー・48時間PART2/帰って来たふたり（日本テレビ） - ウィリー・ヒコック（松本）、チェリー・ギャンズ（加賀谷）※日本語吹き替え
- クイズ☆タレント名鑑（TBS） - 復帰、改名後初めてのテレビ出演
- 雑学王正月スペシャル（テレビ朝日、2011年1月3日）
- バリバラ 笑っていいかも!?（NHK教育テレビ、2011年12月2日、9日、23日）
- バリバラ〜障害者情報バラエティー〜（NHK教育テレビ）
- 松本ハウスのニコジョッキー「ガ！ド！バ！」　（2011年12月6日開始 月1、ニコジョッキー）
- 『ぷっ』すま（テレビ朝日、2012年1月27日、2月3日）
- 芸人報道（日本テレビ、2012年10月8日）
- 有田とマツコと男と女（TBS、2013年1月2日、1月10日）
- Nスタ（TBS、2013年9月17日）
- お願い!ランキング（テレビ朝日、2015年5月28日）
- ヨソで言わんとい亭〜ココだけの話が聞ける（秘）料亭〜（テレビ東京、2016年4月7日）
- ザ・ノンフィクション「人生と笑いと震える手 ～相方が心を病んだ時～」（フジテレビ、2023年9月10日）
- しゃべくり007（日本テレビ、2024年4月1日）

### CM
- 集英社 『コジコジ』
- 任天堂 『スターフォックス64』
- 車買取専門 アップル